# Srom

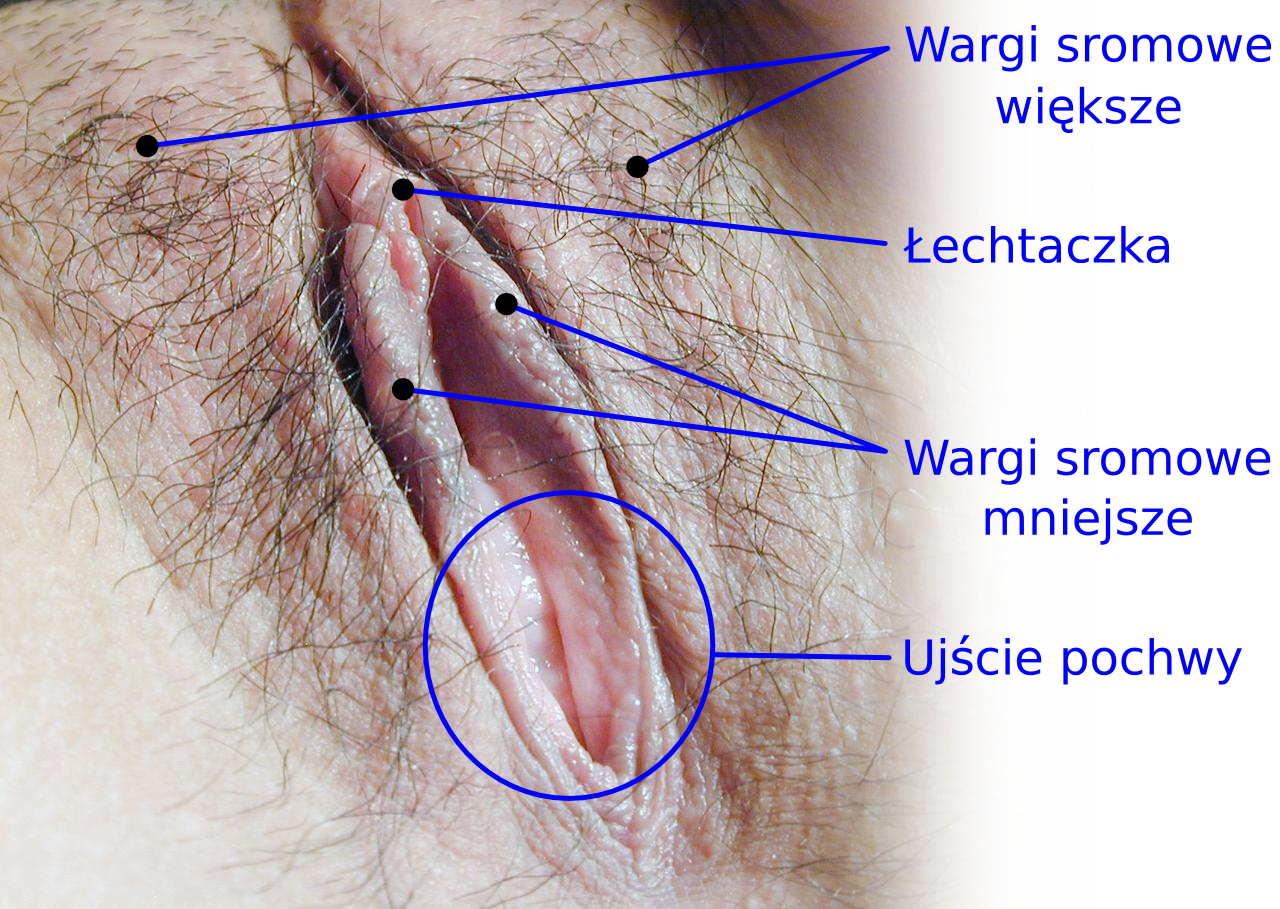
Srom człowieka

Srom, rzadziej wulwa (łac. vulva) – zewnętrzna część narządów płciowych samic ssaków. U kobiety składa się z wzgórka łonowego, dwóch warg sromowych większych i dwóch mniejszych, spoidła przedniego i tylnego warg, wędzidełka warg sromowych, łechtaczki, napletka łechtaczki, wędzidełka łechtaczki oraz przedsionka pochwy.
Srom składa się z większych i mniejszych struktur anatomicznych. Ich rozwój następuje w kilku fazach, przede wszystkim w okresie płodowym oraz w okresie dojrzewania. Wejście do macicy jest chronione przez: wargi sromowe większe, wargi sromowe mniejsze, przedsionek pochwy, a także naturalną florę bakteryjną. Normalne zewnętrzne mycie zazwyczaj wystarczy do zapewnienia dobrego zdrowia sromu, bez potrzeby uciekania się do mycia wewnętrznego. Jednakże srom jest znacznie bardziej narażony na infekcje niż prącie.
Srom jest błędnie mylony z pochwą (waginą), która stanowi osobną część żeńskiego układu płciowego.

## Nazewnictwo
Słowo srom dawniej oznaczało wstyd, hańbę, niesławę – od prasłowiańskiego *sormъ, stąd też rosyjskie срам (sram), ukraińskie со́ром (sorom), białoruskie сорам (soram), staroruskie соромъ (soromъ), scs. срамъ (sramъ – jako odpowiednik greckiego nowotestamentowego αἰσχύνη/aischunē „wstyd, hańba”), срамота (sramota), bułgarskie срам (sram), срамът (sramŭt), serbskie, chorwackie i słoweńskie сра̑м/srȃm, срамота/sramota, dolnołużyckie srom, sromota (porównaj polskie współczesne sromota, sromotny) – zabytek językowy należący do zgodności irańsko~słowiańskich: awestyjskie fšarǝma „wstyd”, nowoperskie šаrm, osetyjskie œfsarm ts. Nazwa przeniesiona na narząd płciowy ze względu na religijne tabu dotyczące seksualności, z tego powodu jest ona rzadko stosowana w zastosowaniach pozamedycznych. Jak każda część ludzkiego ciała związana z seksualnością, srom ma wiele potocznych nazw, z których część ma charakter wulgarny. Sfera płciowości dla wielu jest tematem tabu, co stwarza mniejsze lub większe problemy z nazewnictwem.

W książce Eve Ensler Monologi waginy, traktującej o "rzeczy samej" i przełamującej owe 'wstyd, hańbę i niesławę’, srom nazywany jest z rozbawieniem "Splotem Mocy".

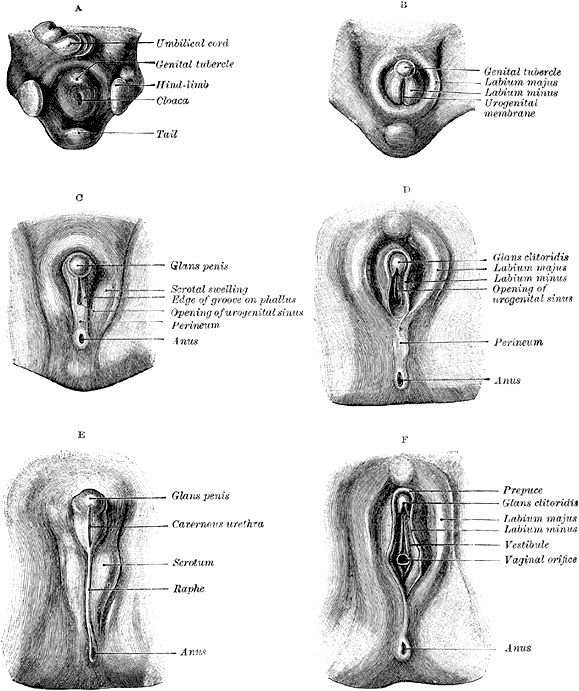
Rozwój narządów płciowych zewnętrznych męskich i żeńskich według Graya

## Narządy homologiczne
Większość męskich i żeńskich organów płciowych pochodzi z tych samych tkanek rozwijających się u płodu. Srom nie jest pod tym względem wyjątkiem. Budowa anatomiczna sromu jest powiązana z budową anatomiczną męskich genitaliów, dzieląc z nimi rozwój biologiczny. Organy, które mają podobny przebieg rozwoju, są nazywane homologami.
Żołądź łechtaczki jest homologiem żołędzi prącia, a odpowiednikiem łechtaczki i odnóg łechtaczki są ciała jamiste penisa. Wargi sromowe większe, wargi sromowe mniejsze oraz napletek łechtaczki są homologami odpowiednio: moszny, skóry trzonu prącia i napletka. Opuszki przedsionka pochwy, pod skórą warg sromowych mniejszych, są odpowiednikami ciała gąbczastego – tkanki, która otacza cewkę moczową penisa. Odpowiednikiem gruczołów Bartholina u kobiet są gruczoły Cowpera u mężczyzn.

## Funkcje i fizjologia
Srom odgrywa ważną rolę w układzie rozrodczym. Stanowi wejście do macicy i jej ochronę, a także odpowiednie warunki pod względem ciepła i wilgotności, które pomagają w jej funkcjach seksualnych i reprodukcyjnych. Zewnętrzne elementy sromu są bogato unerwione i dostarczają przyjemności, gdy są odpowiednio stymulowane. Wzgórek łonowy amortyzuje kość łonową podczas stosunku płciowego.
Ze sromem wiąże się wiele różnych wydzielin, w tym mocz (z cewki moczowej), pot (z gruczołów apokrynowych), krew (z pochwy), sebum (z gruczołów łojowych), płyn zasadowy (z gruczołów bartholina), śluz (z gruczołów Skenego), wydzielina pochwy i mastka (smegma). Smegma jest białą substancją powstałą z połączenia martwych komórek, olejów skórnych, wilgoci i naturalnie występujących bakterii, które tworzą się w obrębie narządów płciowych. U kobiet ta gęsta wydzielina gromadzi się wokół łechtaczki i fałdów wargowych. Może być przyczyną dyskomfortu podczas aktywności seksualnej, ponieważ może powodować przyklejanie się żołędzi łechtaczki do kaptura jednak można ją łatwo usunąć podczas kąpieli. W pochwie wydzielane są również kwasy alifatyczne znane jako kopuliny. Uważa się, że działają one jak feromony. Kompozycja tych kwasów tłuszczowych, a tym samym ich zapach zmienia się w zależności od fazy cyklu menstruacyjnego.

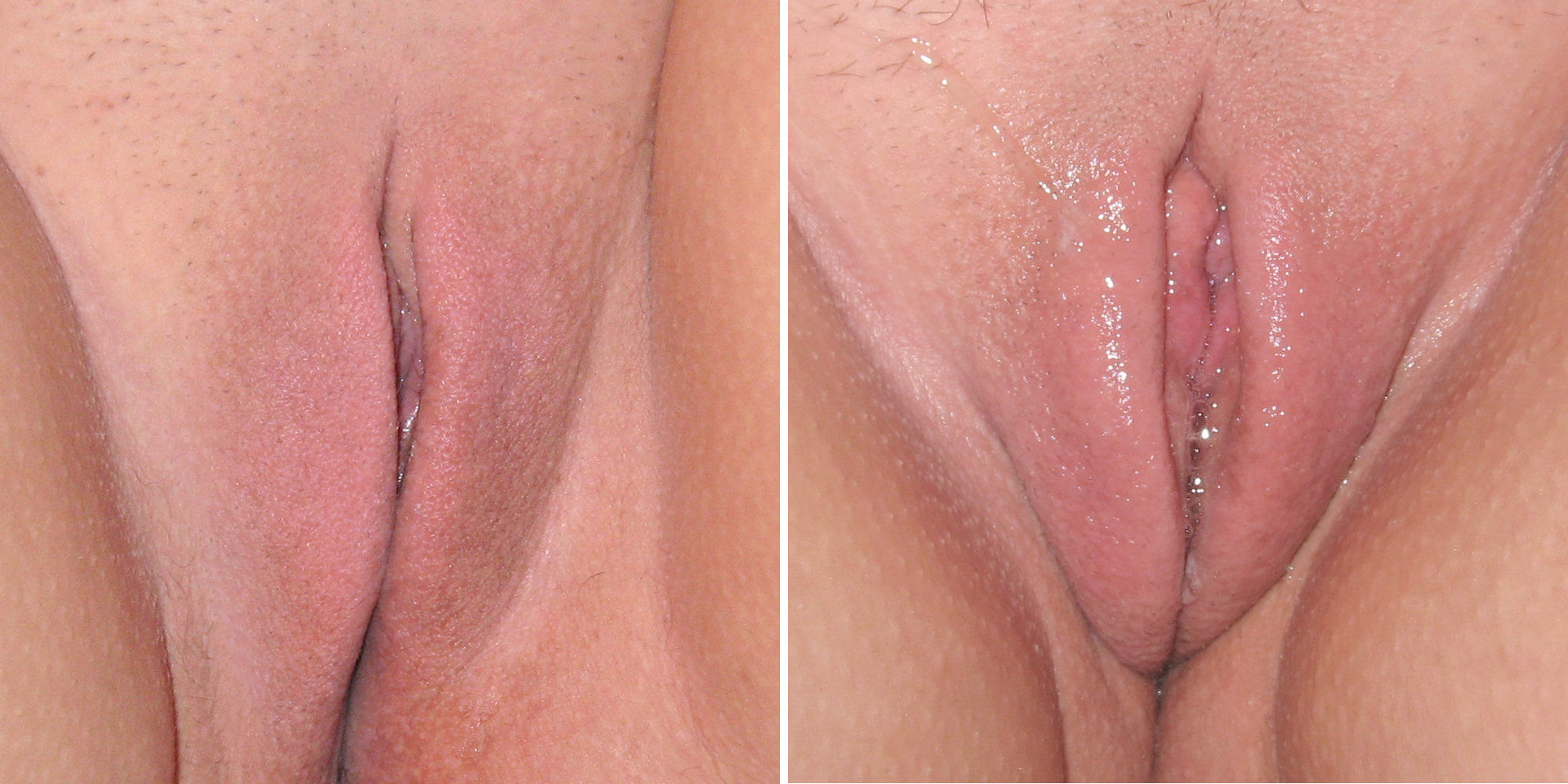
Srom w stanie normalnym po lewej oraz w stanie podniecenia seksualnego po prawej

### Pobudzenie seksualne
Łechtaczka i wargi minora są strefami erogennymi w sromie. Miejscowa stymulacja może obejmować łechtaczkę, pochwę i inne rejony krocza. Najwrażliwsza jest łechtaczka. Stymulacja seksualna łechtaczki (za pomocą wielu środków) może prowadzić do powszechnego pobudzenia seksualnego, a jeśli będzie utrzymana, może doprowadzić do orgazmu. Optymalnym sposobem stymulacji dla uzyskania orgazmu jest masowanie. 
Podniecenie seksualne powoduje szereg fizycznych zmian w sromu. Podczas podniecenia zwiększa się nawilżenie pochwy. Tkanka pochwy jest wysoce unaczyniona; tętniczki rozszerzają się w odpowiedzi na podniecenie seksualne, a mniejsze żyły kompresują się na skutek podniecenia tak, że łechtaczka i wargi minora zwiększają swój rozmiar. Zwiększone przekrwienie naczyń w pochwie powoduje jej obrzęk, co zmniejsza rozmiar ujścia pochwy o około 30%. łechtaczka stopniowo się wznosi, a żołądź porusza się w kierunku kości łonowej, będąc ukrytym przez napletek. Wargi minora znacznie zwiększają swoją grubość. Warg minora czasami znacznie zmieniają kolor, przechodząc od różowego do czerwonego u kobiet o jaśniejszej skórze, które nie mają dzieci, lub czerwony do ciemnoczerwonego u tych, które mają. Bezpośrednio przed orgazmem, łechtaczka staje się wyjątkowo obrzęknięta, powodując, że żołądź wydaje się cofać do kaptura łechtaczki. Rytmiczne skurcze mięśni występują w zewnętrznej trzeciej części pochwy, jak również w macicy i odbycie. Skurcze stają się mniej intensywne i bardziej losowo rozmieszczone w miarę jak trwa orgazm. Liczba skurczów, które towarzyszą orgazmowi różni się w zależności od jego intensywności. Orgazmowi może towarzyszyć kobiecy wytrysk, powodując wydalenie płynu z gruczołu Skenego lub pęcherza przez cewkę moczową. Zgromadzona krew zaczyna się rozpraszać, chociaż w znacznie wolniejszym tempie, jeśli orgazm nie wystąpił. Pochwa i otwór waginalny powracają do normalnego, zrelaksowanego stanu, a reszta sromu powraca do normalnego rozmiaru, pozycji i koloru.

## Estetyka i modyfikacje żeńskich genitaliów
Wśród niektórych ludów afrykańskich najbardziej rozpowszechnioną modyfikacją genitaliów jest obrzezanie: usunięcie części sromu, najczęściej łechtaczki lub części warg sromowych, z przyczyn kulturowych czy religijnych. Praktyka ta jest uznawane przez wiele środowisk i organizacji za pogwałcenie praw człowieka i jest nielegalna w wielu krajach świata. Akt obrzezania kobiet jest drastyczny i znacznie bardziej bolesny niż obrzezanie u mężczyzn. Skutkować może przewlekłym bólem, infekcją, zespołem stresu pourazowego oraz pozbawieniem przyjemności z praktyk seksualnych.
Zdarza się również, że kobiety decydują się na piercing, tatuaż lub inną zmianę w okolicy sromu dla motywów estetycznych.
W celach estetycznych kobiety mogą także użyć lasera do likwidacji zmarszczek, skorzystać z chirurgii plastycznej warg sromowych oraz zwęzić pochwę. Dla zoptymalizowania stymulacji jest również możliwe przemieszczenie łechtaczki.

## Choroby sromu
Ginekologia jest gałęzią medycyny, która zajmuje się diagnozowaniem i leczeniem chorób oraz zaburzeń powiązanych ze sromem. Regularne wizyty są niezbędne do wykrycia jakichkolwiek zmian w okolicy sromu. Pełny opis chorób można znaleźć w rozdziale XIV listy ICD-10:
- grzybica
- opryszczka
- nowotwory niezłośliwe: kaszak, wodniak, brodawczak, włókniak, naczyniak
- nowotwory złośliwe: mięsak, czerniak złośliwy, przerzuty raka do sromu, rak pierwotny sromu

## Srom u innych ssaków

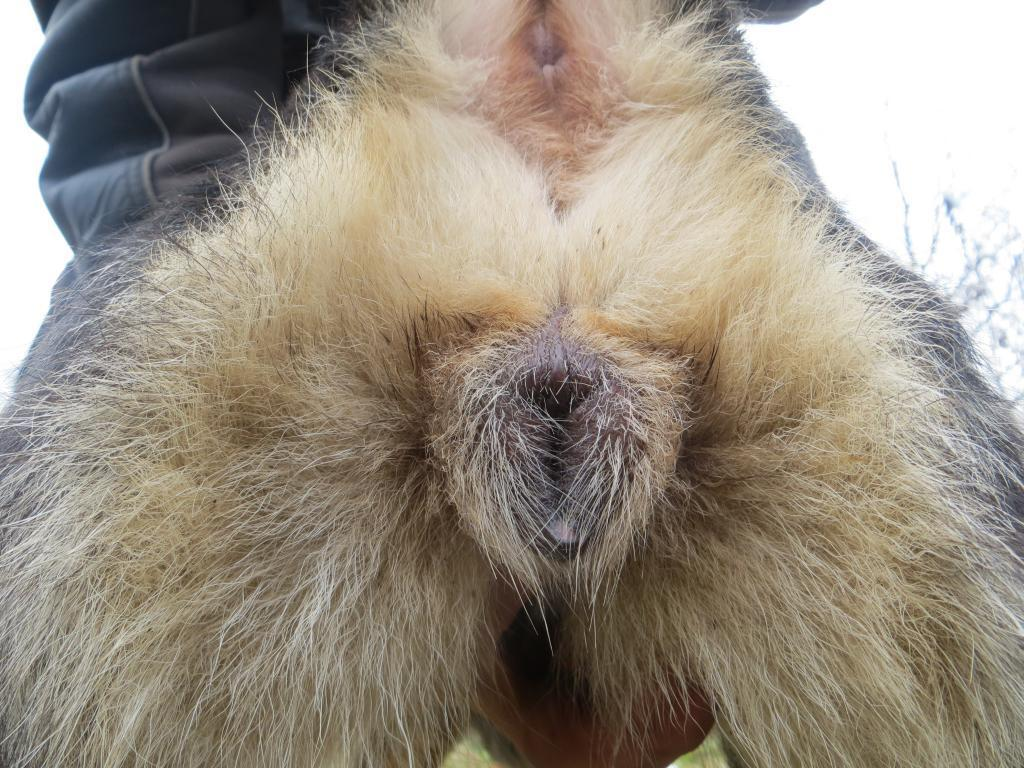
Odbyt i srom psa
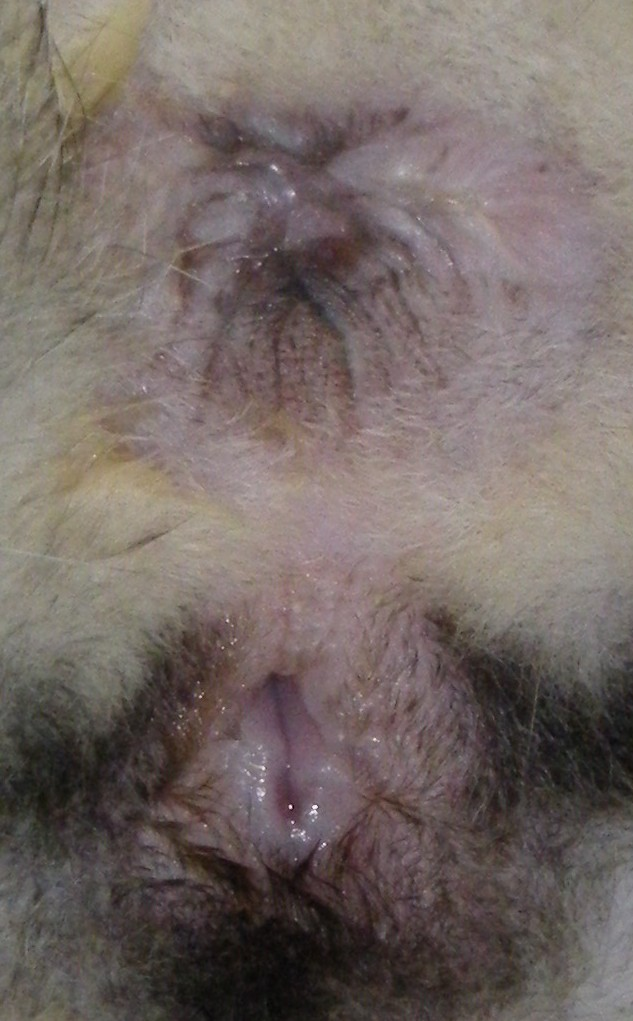
Odbyt i srom kota
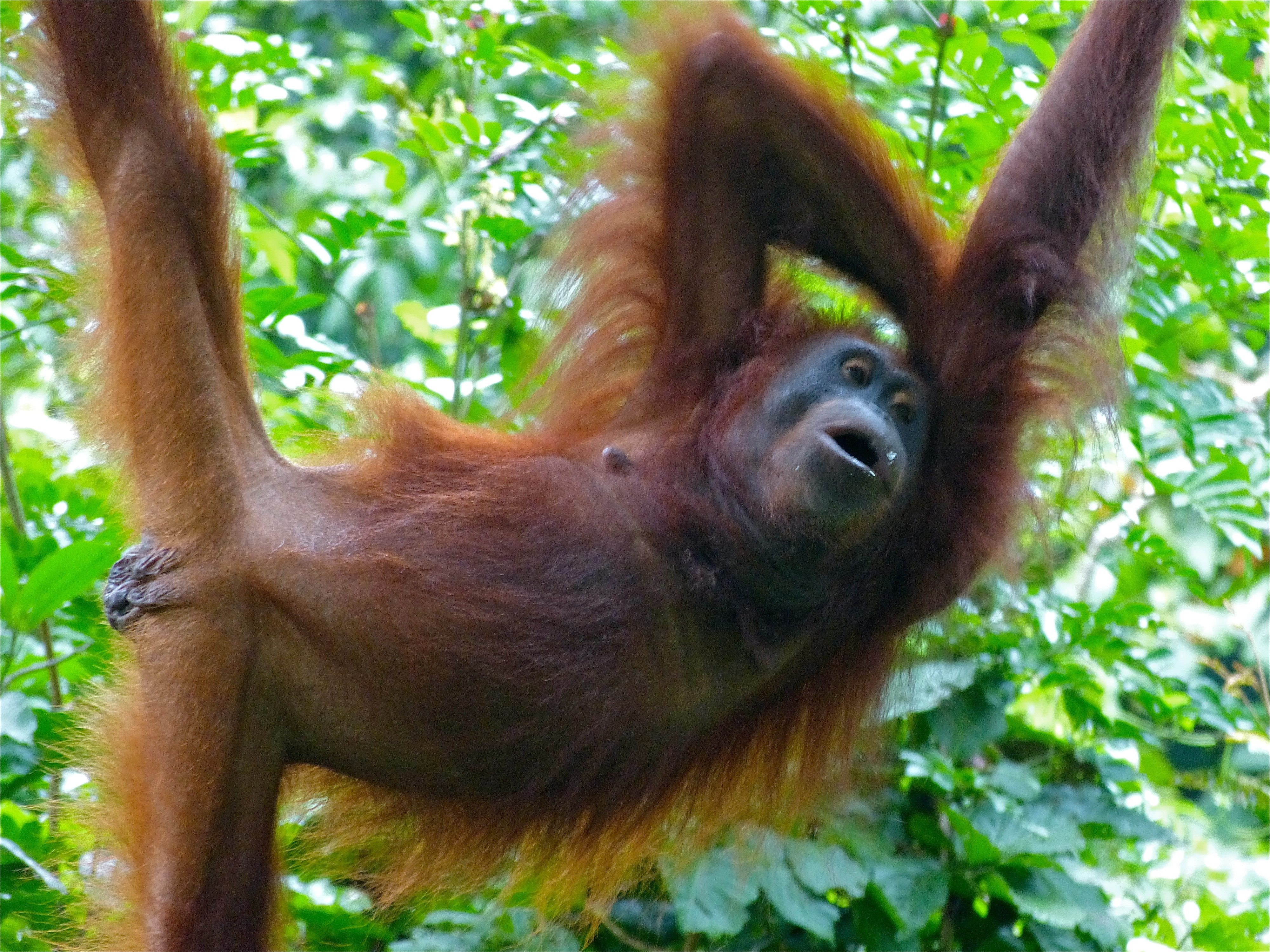
Srom orangutana
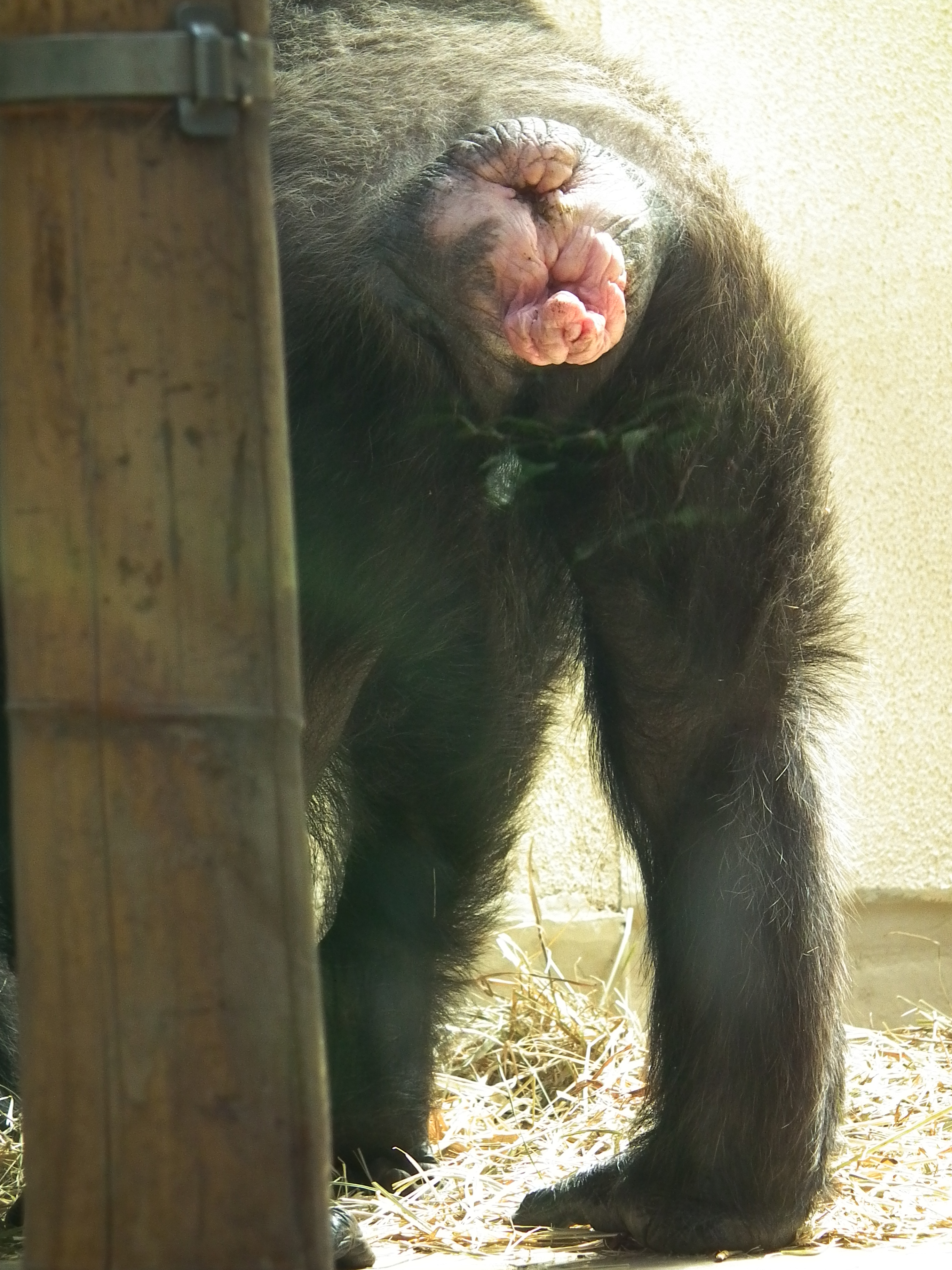
Odbyt i srom szympansa
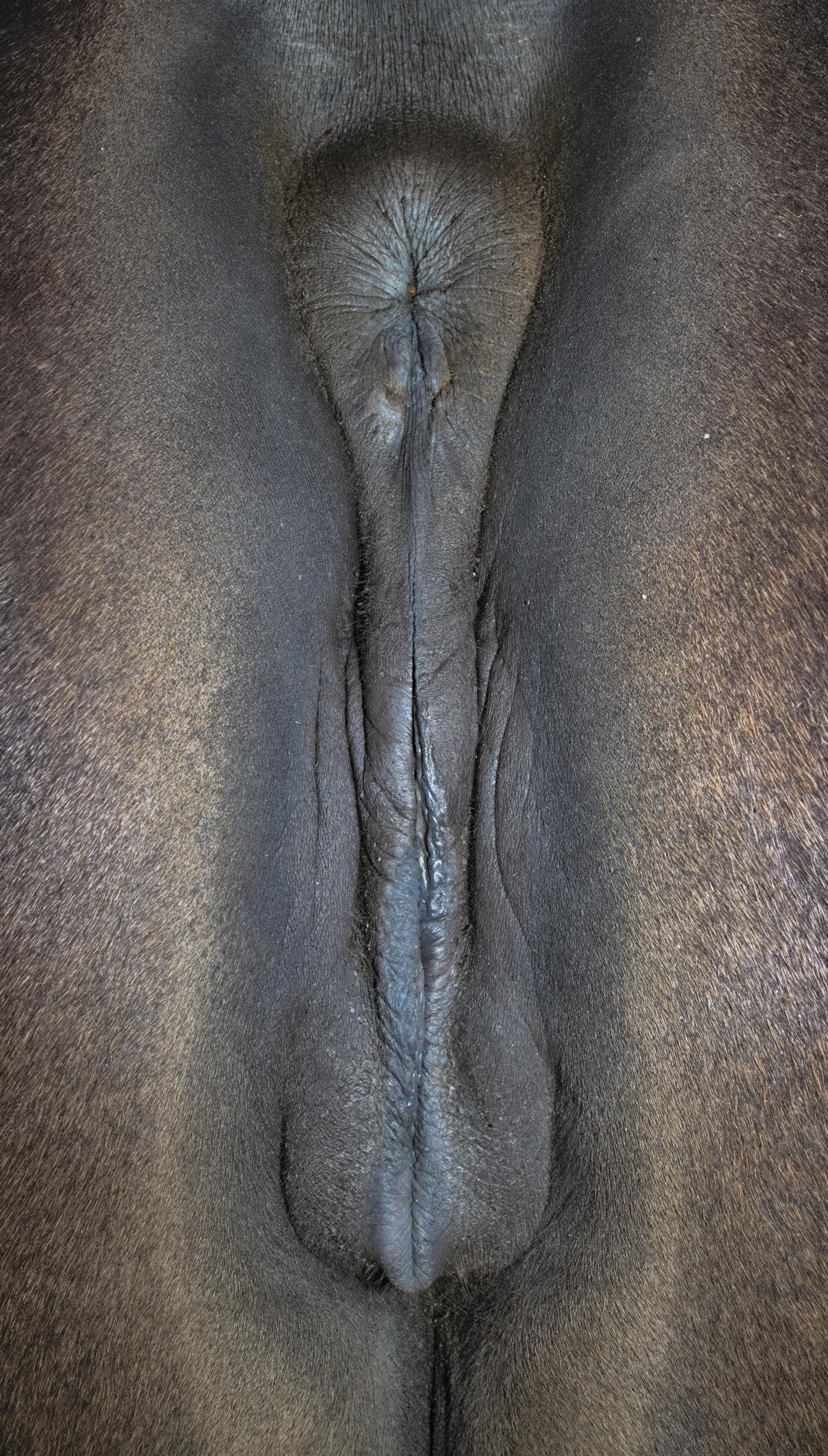
Odbyt i srom konia (klaczy)
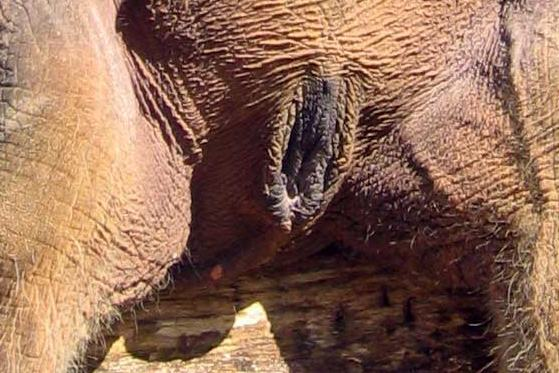
Srom słonia indyjskiego
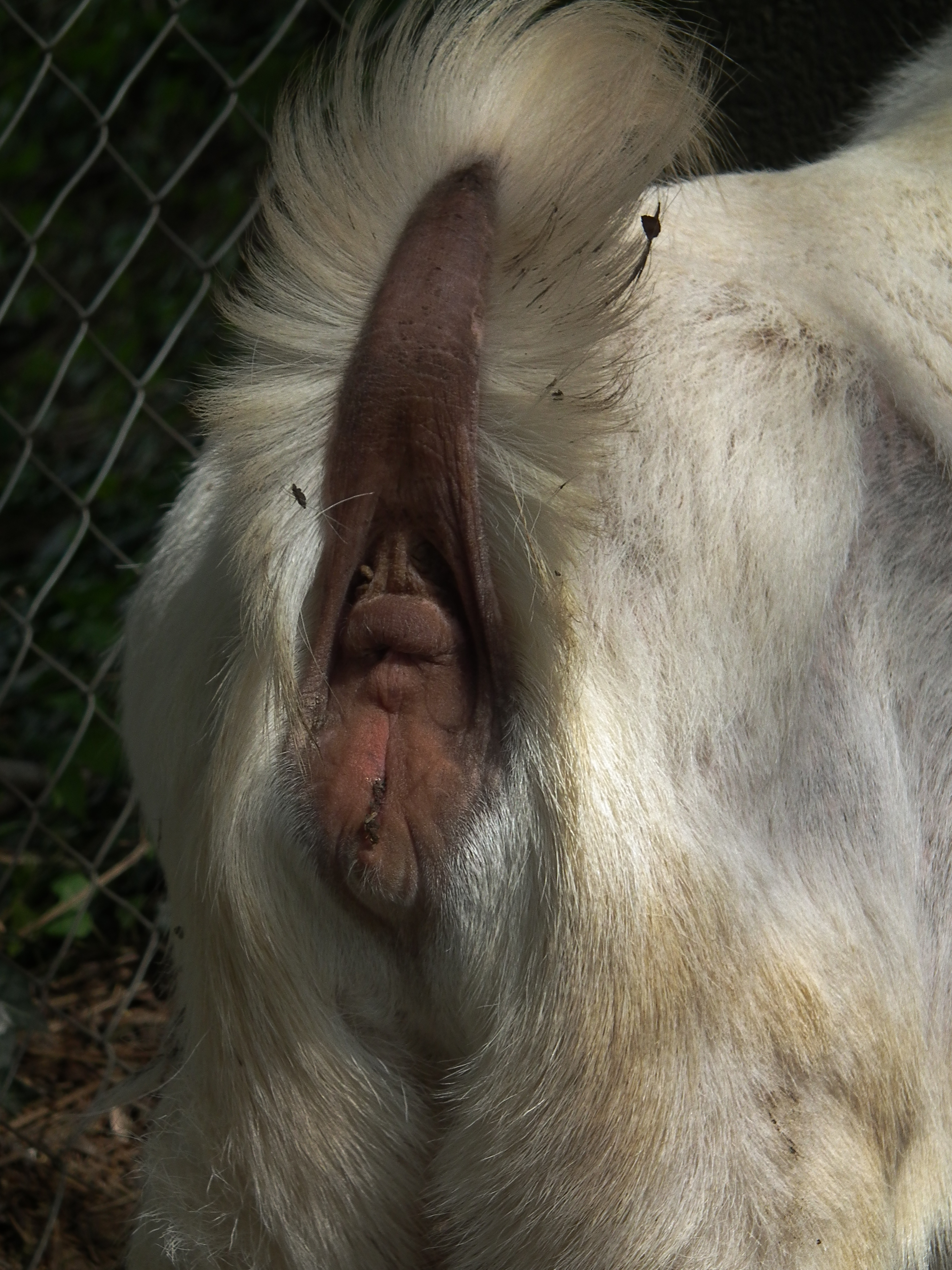
Odbyt i srom kozy

## Srom w sztuce
Rozmaite kultury miały różne poglądy na temat sromu. Niektóre starożytne religie i społeczeństwa oddały cześć sromowi i czciły kobietę jako boginię. Najważniejsze tradycje w hinduiźmie nadal tak postępują. W społeczeństwach zachodnich dominuje negatywna postawa, którą charakteryzuje terminologia medyczna pudenda membra, co oznacza części, których należy się wstydzić. W związku z tym doszło do reakcji artystycznej polegającej na różnych próbach nadania bardziej pozytywnego i naturalnego spojrzenia, takich jak dzieła artystów brytyjskich, amerykańskich i japońskich. W sztuce srom bywa przedstawiany jako organ mający moc zarówno dawania życia, jak i dawania przyjemności seksualnej.